# Tống Khiêm
Tống Khiêm (tiếng Trung: 宋謙; bính âm: Song Qian; ? - ?), là tướng lĩnh Đông Ngô thời Tam Quốc trong lịch sử Trung Quốc.

## Cuộc đời
Không rõ quê quán, hành trạng ban đầu của Tống Khiêm. Năm 195, Khiêm theo Tôn Sách bình định Dương châu, từng cùng Hàn Đương, Hoàng Cái cùng mấy chục kỵ quân hội chiến với Thái Sử Từ hai người ở Thần Đình lĩnh. Năm 215, Tống Khiêm theo Tôn Quyền đánh Hợp Phì, bị Trương Liêu đánh bại, Trần Vũ tử trận, Khiêm cùng Từ Thịnh trốn chạy.
Năm 221, Tống Khiêm cùng Chu Nhiên, Phan Chương, Hàn Đương, Từ Thịnh, Tiên Vu Đan, Tôn Hoàn mấy chục tướng tá được điều phối làm thuộc cấp của Lục Nghị, chống cự quân đội Quý Hán báo thù cho Quan Vũ. Năm 222, quân Quý Hán thua trận, Lưu Bị lui về thành Bạch Đế. Tống Khiêm, Từ Thịnh, Phan Chương dâng biểu xin truy kích, cho rằng bản thân sẽ bắt được Lưu Bị, nhưng khi đó quân Tào Ngụy áp sát, Đông Ngô có mối lo nên Tôn Quyền lo sợ phủ quyết.
Cuộc đời về sau của Tống Khiêm không rõ.

## TrongTam quốc diễn nghĩa
Trong tiểu thuyết Tam quốc diễn nghĩa, Tống Khiêm xuất hiện ở hồi 53, tham gia trận chiến Hợp Phì năm 209. Trong tiểu thuyết, Tống Khiêm cùng Giả Hoa cầm phương thiên họa kích, hộ vệ trái phải cạnh Tôn Quyền. Tướng Tào là Nhạc Tiến xông vào trong trận, chém đứt kích của Khiêm, Hoa rồi quay về. Tống Khiêm tức giận, lấy thương của binh sĩ đuổi theo, bị Lý Điển bắn chết. Tôn Quyền vì muốn báo thù cho Tống Khiêm, sai Thái Sử Từ dùng kế trá hàng, bị Trương Liêu nhìn thấu, khiến Thái Sử Từ cũng tử trận.